# (36569) 2000 QB121
2000 QB121 (asteroide 36569) é um asteroide da cintura principal. Possui uma excentricidade de 0.15660030 e uma inclinação de 12.67659º.
Este asteroide foi descoberto no dia 25 de agosto de 2000 por LINEAR em Socorro.